# تشارلز دافنبورت (لاعب كرة قدم أمريكية)
تشارلز دافنبورت (بالإنجليزية: Charles Davenport)‏ هو لاعب كرة قدم أمريكية أمريكي، ولد في 22 نوفمبر 1968 في فاييتفيل في الولايات المتحدة.